# هنگ کنگ اکسچنج اند کلیرینگ

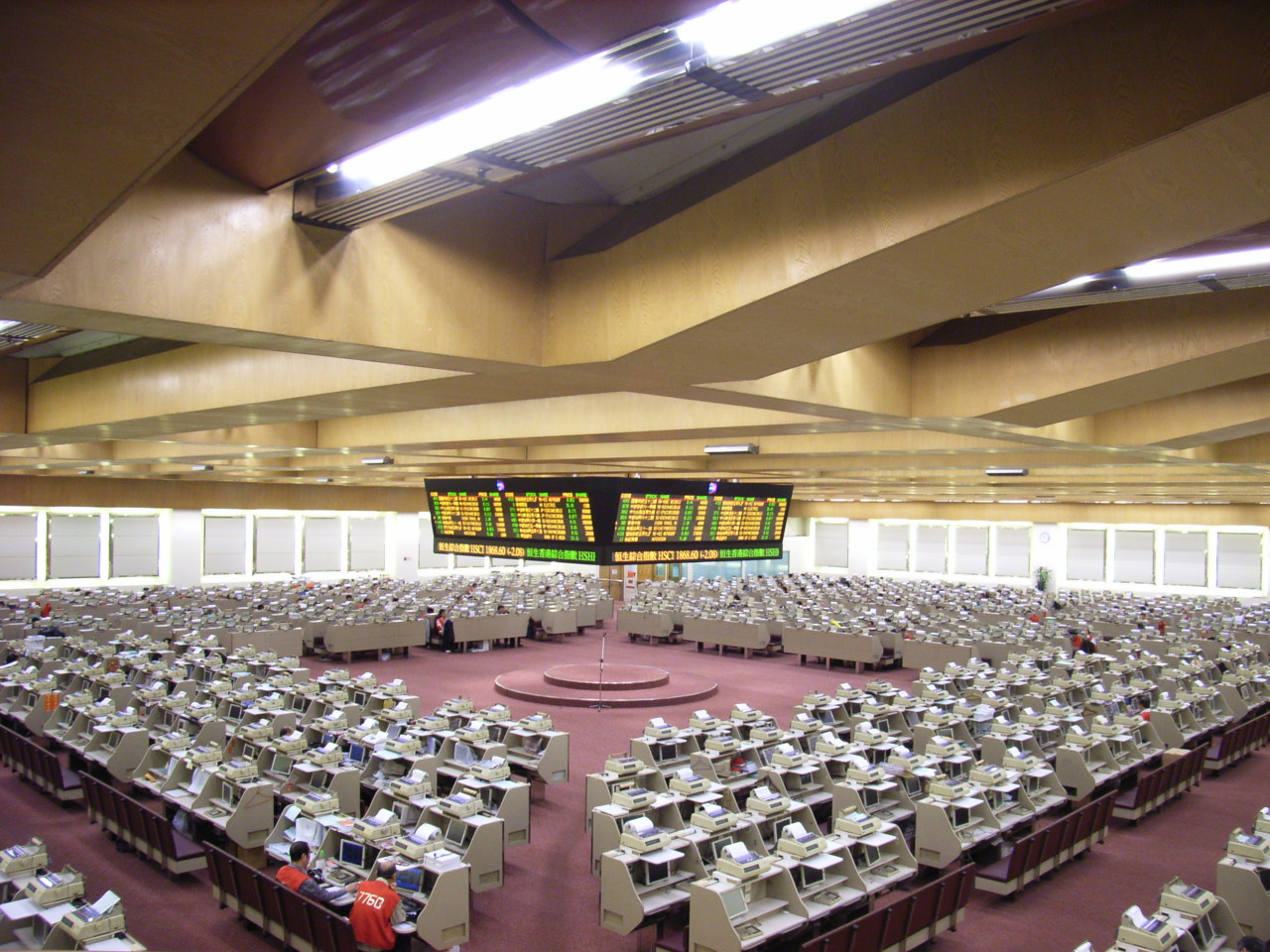
سالن اصلی محل برگزاری بورس اوراق بهادار هنگ کنگ

هنگ کنگ اکسچنج اند کلیرینگ (به انگلیسی: Hong Kong Exchanges and Clearing) شرکت خدمات مالی هنگ کنگی است، که در زمینه بازارگردانی، مدیریت قراردادهای آتی و معاملات اختیاری، معامله‌گری بورس و کارگزار سهام فعالیت می‌کند.
شرکت هنگ کنگ اکسچنج اند کلیرینگ در سال ۲۰۰۰ تأسیس شد و در حال حاضر اپراتور و برگزار کننده بازار بورس اوراق بهادار هنگ کنگ می‌باشد. این شرکت همچنین مالک بورس فلزات لندن است.
دویچه بانک با در اختیار داشتن ۶٫۰۹٪ درصد و دولت هنگ کنگ با ۵٫۸۸٪ درصد از سهام هنگ کنگ اکسچنج اند کلیرینگ، بزرگترین سهام‌داران این شرکت به‌شمار می‌آیند.